# Methocha ichneumonides
Methocha ichneumonides (лат.) — вид ос из семейства Thynnidae (ранее в Tiphiidae) подотряда стебельчатобрюхих перепончатокрылых насекомых (Apocrita, Hymenoptera), чьи самки бескрылые и похожи на муравьёв. Распространены в Европе (включая Россию, Украину, Прибалтику) и Северной Африке.

## Описание
Самцы крылатые (усики 13-члениковые) и почти вдвое крупнее самок (у которых усики 12-члениковые). Длина: 4—8 мм (самка) и 8—13 мм (самец). Самцы полностью чёрные, самки с красно-коричневой грудкой и ногами. Личинки ос паразитируют на личинках жуков-скакунов (Cicindelinae). Взрослые осы питаются нектаром.
Первоначально вид был описан в 1792 году французским энтомологом Пьером Андре Латрейлем под названием Methocha articulata (Latreille, 1792) (Nomen oblitum, валидное, но забытое имя), но более широко он известен стал под именем Methocha ichneumonides, данным тем же автором при выделении рода Methocha. Окончательное решение должна принять Международная комиссия по зоологической номенклатуре.